# 창수만세
"창수만세"는 한국에서 제작된 어약선 감독의 1954년 영화이다. 김호연 등이 주연으로 출연하였다.

## 출연

### 주연
- 김호연
- 김월순

## 기타
- 조명: 서병수
- 녹음: 조종국